# Сухарна балка
44°37′27″ пн. ш. 33°34′57″ сх. д. / 44.62417° пн. ш. 33.58250° сх. д.
Сухарна балка — балка в Нахімовському районі Севастополя на Північній стороні. Початок її розташований за півтора кілометра на південь від залізничної станції Мекензієві гори, звідки вона в південно-південно-західному напрямку збігає до Севастопольської бухти. Затоплена частина гирла балки утворює Сухарну бухту.

## З історії
Названа походить від розташованого в ній на початку XIX століття заводу Морського відомства, виготовляв сухарі для особового складу Чорноморського флоту. Завод працював до кінця Кримської війни. Потім був закритий у зв'язку з різким обмеженням чисельності Чорноморського флоту згідно з Паризьким мирним договором.
Здогадно, у балці перебувало село Ак-Яр (Ахтіар), за назвою якою спочатку називалася Севастопольська бухта і у свій час Севастополь.
З 20 по 28 червня 1942 року тривала оборона Сухарної балки і розташованих там арсеналів нечисленним гарнізоном на чолі з майором М. К. Федосєєвим від підрозділів 11-ї німецької армії. Увечері 25 червня 1942 року групі німецьких [олдатів вдалося прорватися до входу в першу штольню з боку балки Голландія. У тамбурі штольні перебував червонофлотець О. К. Чикаренко. Не вагаючись ні хвилини він підірвав штольню, поховавши під уламками близько 200 фашистів. На території колишнього арсеналу встановлені пам'ятники О. К. Чикаренку, М. К. Федосєєву та іншим захисникам арсеналу.